# VfL Visselhövede
Der VfL Visselhövede ist ein Sportverein aus Visselhövede im Landkreis Rotenburg (Wümme). Die erste Fußballmannschaft spielte zwei Jahre in der höchsten bremischen und ein Jahr in der höchsten niedersächsischen Amateurliga.

## Geschichte
Im Jahre 1937 fusionierten der Männerturnverein 1860 Visselhövede und der Sportverein Visselhövede von 1921 zum Turn- und Sportverein Visselhövede. Nach dem Ende des Zweiten Weltkrieges wurde am 3. Oktober 1945 der heutige VfL Visselhövede gegründet.
1947 wurde der Verein in die Landesliga Bremen aufgenommen. Zwei Jahre später wechselte der Verein in den Bereich des Niedersächsischen Fußballverbandes und wurde in die damals zweitklassige Amateuroberliga Niedersachsen-Ost eingruppiert. Mit zwei Punkten Rückstand auf den Lehrter SV musste der VfL als Vorletzter absteigen. Höhepunkt der Saison war ein 3:3 beim VfL Wolfsburg. Es folgten sieben Jahre im Mittelfeld der Amateurliga 6, ehe die Mannschaft 1957 in die Bezirksliga absteigen musste. 
Zwei Jahre später kehrte der VfL zurück und kämpfte erneut um den Klassenerhalt. 1963 stieg die Mannschaft erneut ab. Im Jahre 1991 verpasste der VfL den Aufstieg in die Landesliga, nachdem das Entscheidungsspiel gegen den TSV Bardowick mit 3:4 verloren wurde. 1998 gelang schließlich der Landesligaaufstieg, dem der sofortige Wiederabstieg folgte. Nach dem Abstieg aus der Bezirksliga im Jahre 2011 spielte die Mannschaft in der Kreisliga Rotenburg. Zwei Jahre später gelang der Wiederaufstieg in die Bezirksliga, bevor die Mannschaft 2016 wieder in die Kreisliga abstieg und prompt in die 1. Kreisklasse durchgereicht wurde.